# Scilla haemorrhoidalis
Scilla haemorrhoidalis är en sparrisväxtart som beskrevs av Philip Barker Webb och Sabin Berthelot. Scilla haemorrhoidalis ingår i släktet blåstjärnesläktet, och familjen sparrisväxter. Inga underarter finns listade i Catalogue of Life.